# Hofors kommun
60°33′N 16°17′Ø / 60.550°N 16.283°Ø
Hofors kommune ligger i landskapet Gästrikland i den sydvestlige del af det svenske län Gävleborgs län. Kommunens administrationscenter ligger i byen Hofors.
E16 og jernbanelinjen Bergslagsbanan går gennem kommunen mellem Gävle og Falun i Dalarnas län.

## Byer
Hofors kommune har to byer.
Indbyggere pr. 31. december 2005.
| #  | By       | Indbyggere |
| -- | -------- | ---------- |
| 1. | Hofors   | 7.021      |
| 2. | Torsåker | 873        |

## Eksterne kilder og henvisninger
- Wikimedia Commons har flere filer relateret til Hofors kommun
- ”Kommunarealer den 1. januar 2012” (Excel). Statistiska centralbyrån.
- ”Folkmängd i riket, län och kommuner 30 juni 2012”. Statistiska centralbyrån.